# Ptarmica septentrionalis
Ptarmica septentrionalis là một loài thực vật có hoa trong họ Cúc. Loài này được (Serg.) Klokov & Krytzka miêu tả khoa học đầu tiên năm 1984.